# أندي براون (لاعب كرة قدم بريطاني)
أندي براون (بالإنجليزية: Andy Brown)‏ هو لاعب كرة قدم بريطاني في مركز الدفاع، ولد في 17 أغسطس 1963 في ليفربول في المملكة المتحدة. لعب مع نادي ترانمير روفرز.